# سرمایه انسانی (فیلم ۲۰۱۹)
سرمایه انسانی (به انگلیسی: Human Capital) یک فیلم سینمایی درام آمریکایی-ایتالیایی محصول سال ۲۰۱۹ به کارگردانی مارک مایرز است. این فیلم بر اساس رمانی به همین نام توسط استفان آمیدون در سال ۲۰۰۴ ساخته شده‌است که همچنین توسط پائولو ویردزی در سال ۲۰۱۳ در یک فیلم ایتالیایی (سرمایه انسانی (فیلم ۲۰۱۳)) نیز اقتباس شده‌است. بازیگران اصلی این فیلم لیو شرایبر، مریسا تومی، پیتر سارسگارد، مایا هاک، الکس وولف، بتی گابریل، آصف مندوی، پال اسپارکس و فرد هچینگر می‌باشند.

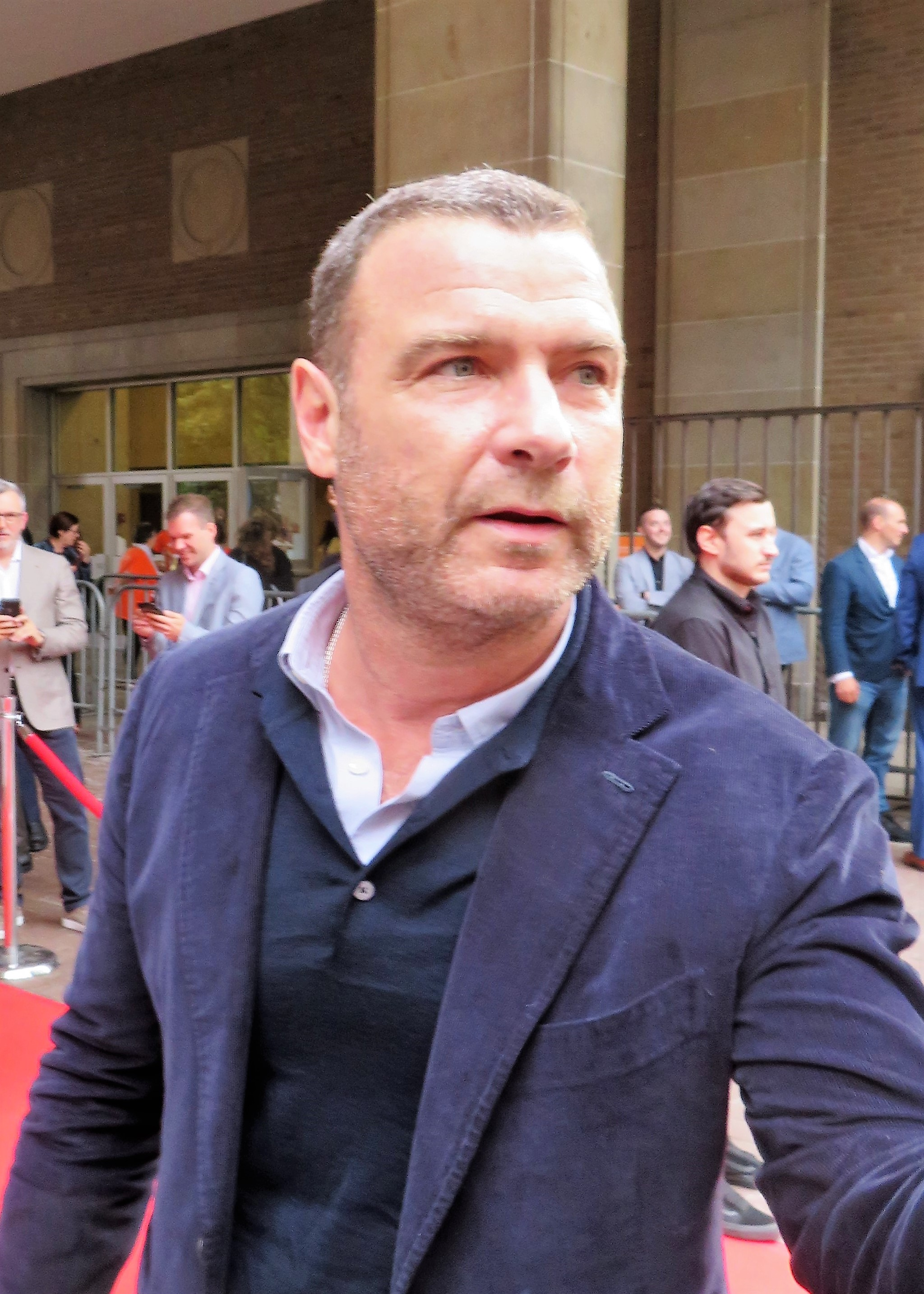
لیو شرایبر در جشنواره تورنتو ۲۰۱۹

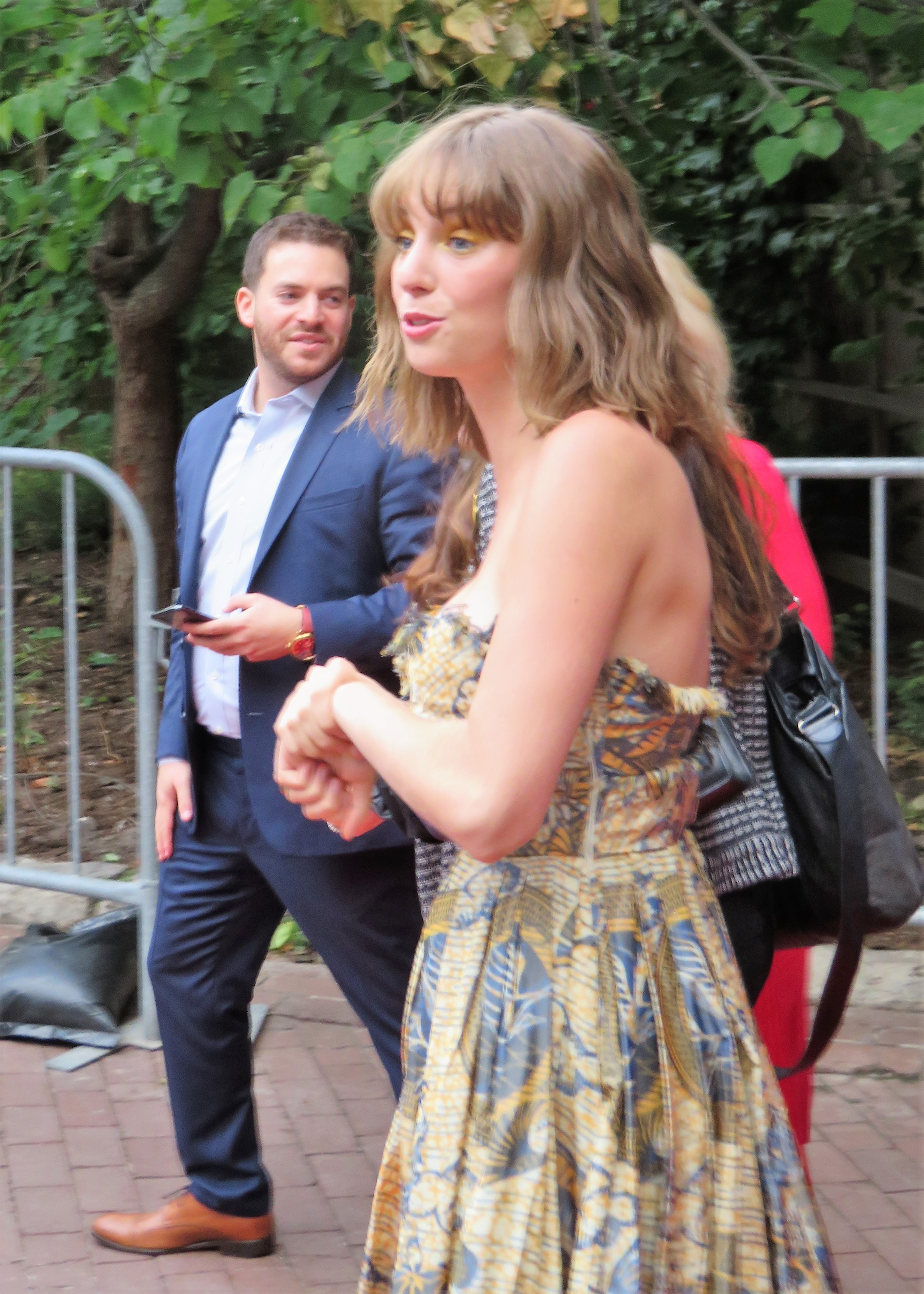
مایا هاک در جشنواره فیلم تورنتو، ۲۰۱۹

## تولید
در اکتبر ۲۰۱۸ اعلام شد که لیو شرایبر و الکس وولف برای بازی در این فیلم انتخاب شده‌اند و مارک مایرز کارگردانی آن را بر عهده دارد. فیلمبرداری در ماه نوامبر با حضور مریسا تومی، پیتر سارسگارد، مایا هاک و بتی گابریل در شهر نیویورک آغاز شد. پال اسپارکس، آصف مندوی و فرد هچینگر در ماه دسامبر اضافه شدند.

## انتشار فیلم
سرمایه انسانی اولین نمایش جهانی خود را در جشنواره بین‌المللی فیلم تورنتو در ۱۰ سپتامبر ۲۰۱۹ انجام داد. این فیلم از طریق سینما در تاریخ ۲۰ فوریه سال ۲۰۲۰ اکران شد و به دنبال آن یک نمایش محدود در تئاتر در ۱۷ ژوئیه سال ۲۰۲۰ داشت.